# Lytta aeneiventris
Lytta aeneiventris es una especie de coleóptero de la familia Meloidae.

## Distribución geográfica
Habita en Hong Kong.